# Stenotritus victoriae
Stenotritus victoriae är en biart som först beskrevs av Cockerell 1906.  Stenotritus victoriae ingår i släktet Stenotritus och familjen Stenotritidae. Inga underarter finns listade i Catalogue of Life.